# Le Larron
Pour plus de détails, voir Fiche technique et Distribution.
Le Larron (Il ladrone) est un film italien réalisé par Pasquale Festa Campanile, sorti en 1980.

## Synopsis
Un voleur galiléen du Ier siècle nommé Caleb, né de père inconnu, qui s'adonne quelquefois à des tours de magie sur les places publiques, entend parler d'un autre « magicien », Jésus de Nazareth. Le film évoque les mésaventures du larron, ses menus larcins, sa relation avec la prostituée Deborah (que Jésus aurait guérie de la lèpre), les mauvais traitements que le personnage subit de la part des soldats romains. Il retrace également la carrière de Jésus guérisseur et faiseur de miracles, du point de vue du larron, qui s'interroge sur l'authenticité des prodiges accomplis par le prophète galiléen. Caleb meurt sur la croix au côté de Jésus ; s'adressant à un troisième crucifié, il défend Jésus (« celui-là n'a pas fait de mal ») ; Jésus lui dit alors qu'il sera sauvé.

### Commentaires
Le personnage de Caleb correspond par sa crucifixion aux côtés de Jésus au bon larron de l'évangile selon Luc.
Les préoccupations socio-politiques dominent dans le film, qui représente de manière favorable un personnage plébéien, et manifeste un parti pris violemment anti-impérialiste (les Romains sont les plus grands voleurs, cruels de surcroît).

## Fiche technique
- Titre original : Il ladrone
- Titre français : Le Larron
- Genre : comédie
- Réalisation : Pasquale Festa Campanile
- Scénario : Pasquale Festa Campanile, Renato Ghiotti, Ottavio Jemma (en), Santino Sparta et Stefano Ubezio
- Photographie : Giancarlo Ferrando
- Musique : Ennio Morricone
- Production : Tarak Ben Ammar, Franco Desiato, Mark Lombardo, Fulvio Lucisano, Pier Ludovico Pavoni et Vico Pavoni pour Italian International Film, Daimo Cinematografica, Rai Due, Cartago Film[1]
- Durée : 108 minutes
- Pays d'origine :  Italie
- Date de sortie :
  - Italie : 1er février 1980
  - France : 24 février 1982

## Distribution
- Enrico Montesano : Caleb
- Edwige Fenech : Deborah
- Bernadette Lafont : Appula
- Sara Franchetti
- Susanna Martinková : Marta
- Daniele Vargas : Ruffo
- Jamil Joudi : Batuele
- Claudio Cassinelli : Jésus

## Production
Le tournage a eu lieu en Tunisie (Monastir, Hammamet, Sousse).